# COVID-19 на Самоа
Пандемия COVID-19 на Самоа является частью пандемии коронавирусной болезни (COVID-19), вызванной новым коронавирусом (SARS-CoV-2). Подтверждено, что вирус достиг Самоа 18 ноября 2020 года. По состоянию на 28 ноября 2020 года в Самоа было зарегистрировано 2 случая COVID-19, оба в Апиа.

## Предыстория
12 января 2020 года Всемирная организация здравоохранения (ВОЗ) подтвердила, что новый коронавирус был причиной респираторного заболевания в группе людей в городе Ухань, провинция Хубэй, Китай, о чём было сообщено ВОЗ 31 декабря 2019 года.
Коэффициент летальности в случае COVID-19 был значительно ниже, чем в случае атипичной пневмонии, но передача инфекции была значительно выше, причём общее число погибших было значительным.

## Хронология

### Январь 2020 года
В целях предотвращения распространения COVID-19 в стране всё чаще ограничиваются поездки в Самоа. Перед въездом в страну люди должны провести не менее 14 дней в стране, свободной от вируса, а также пройти медицинское освидетельствование. 27 января 2020 года правительство Самоа приказало всем путешественникам, въезжающим в Самоа, заполнить специальную декларацию о состоянии здоровья. Правительство также потребовало от путешественников из материкового Китая самоизолироваться в течение 14 дней и не поощряло поездки в Китай или другие страны, затронутые вирусом COVID-19.
Два гражданина Самоа, которые ненадолго остановились в Китае, были помещены в карантин 28 января на две недели в районной больнице Фалеоло.

### Февраль 2020 года
3 февраля 2020 года четыре гражданина Самоа (трое студентов и бывший студент) были эвакуированы из Уханя на борту чартерного рейса Air New Zealand при содействии Новой Зеландии, Австралии и властей Китая.
9 февраля восьми гражданам Самоа, направлявшимся из Индии через Сингапур и Фиджи, было отказано во въезде в Самоа и они были отправлены обратно на Фиджи. Власти Самоа определили Сингапур как страну с высоким уровнем риска из-за резкого увеличения числа случаев там. Эти самоанцы были размещены в отеле в Нанди, Фиджи, и им не разрешили вернуться в Самоа до следующих выходных.
22 февраля Самоа запретило всем круизным лайнерам посещать страну. 29 февраля правительство объявило об ограничениях на авиаперелёты, при этом частота международных рейсов в Самоа будет снижена со 2 марта.

### Март 2020 года
18 марта Самоа сообщило о первом подозреваемом случае коронавируса у человека, приехавшего из Новой Зеландии. Анализы человека были доставлены в Мельбурн для тестирования. Пациент был изолирован в больнице Тупуа Тамасесе Меаоле в Апиа. Образцы были отправлены в Мельбурн для тестирования, результат которого может быть получен через 10-20 рабочих дней. В ответ правительство Самоа потребовало от всех путешественников, включая граждан Самоа, пройти медицинское обследование по возвращении. 20 марта Самоа объявило чрезвычайное положение, закрыв свои границы для всех, кроме возвращающихся граждан.
21 марта министерство здравоохранения Самоа подтвердило, что восемь подозреваемых случаев коронавируса проходят проверку. Все эти люди ранее путешествовали или контактировали с родственниками, которые выезжали за границу. 22 марта премьер-министр Туилаэпа Аионо Саилеле Малиелегаои объявил, что первый подозреваемый случай COVID-19 был чист от вируса. Хотя он подтвердил, что шесть из восьми подозреваемых случаев дали отрицательный результат на коронавирус, они всё ещё ожидают результатов тестов для оставшихся двух пациентов из Новой Зеландии. В тот же день Самоа также приостановило воздушное сообщение с Австралией и ограничило полёты из Новой Зеландии.
24 марта было сообщено, что в Новой Зеландии ожидают тестирования в общей сложности семь предполагаемых случаев коронавируса.
25 марта Малиелегаои объявил, что лица, не соблюдающие ограничения, введённые из-за COVID-19, будут оштрафованы. 26 марта правительство Самоа ввело меры изоляции, включая запрет на заход рыболовных судов в Самоа и наложение штрафов на предприятия, нарушившие карантин. Только грузовым судам, перевозящим товары и бензин, будет разрешено заходить в Самоа.

### Апрель — май 2020 года
11 апреля правительство Самоа одобрило пакет помощи на сумму 23,6 миллиона долларов США, для того чтобы помочь гостиничному сектору страны, который был вынужден уволить 500 работников отелей из-за экономических последствий пандемии коронавируса.
15 апреля правительство Самоа ослабило некоторые ограничения в связи с чрезвычайным положением, включая возобновление межостровного морского сообщения и общественного транспорта с ограничениями часов работы и числа пассажиров. Рестораны и рынки снова открылись в ограниченные часы. Однако правила социального дистанцирования и другие чрезвычайные ограничения оставались в силе.
20 апреля Radio New Zealand сообщило, что около 300 человек были арестованы в Самоа за нарушение «Чрезвычайного положения в отношении Covid-19», которое вступило в силу 21 марта. 14 мая Малиелегаои отклонил предложение правительства Новой Зеландии о «Тихоокеанском пузыре путешествий» из-за нежелания Канберры и Веллингтона проверять путешественников и опасений по поводу возобновления вспышки кори в Самоа как в 2019 году.

### Июнь 2020 года
10 июня премьер-министр Малиелегаои объявил о снятии ограничений на религиозные службы, уличную торговлю, свадьбы и советы деревенских матаи. Уличным торговцам будет разрешено продавать только фрукты, овощи, приготовленную пищу и некоторые текстильные изделия, в то время как торговля на пешеходных дорожках останется под запретом. Церкви должны практиковать двухметровое социальное дистанцирование, но крупные мероприятия, такие как церковные конференции и национальные собрания, остаются запрещёнными. Новые правила чрезвычайного положения также разрешили проводить свадьбы в отелях, но ограничили список гостей до 50 человек. В воскресенье запрещены рыночные мероприятия, пляжные и речные экскурсии. Остаётся ограничение в пять присутствующих на похоронах, традиционном вручении титулов, днях рождения, встречах и церемониях открытия зданий.

### Ноябрь 2020 года
После обнаружения трёх новых случаев заражения в Американском Самоа в результате морских путешествий власти Самоа начали расследование того, высадились ли трое инфицированных лиц с их контейнеровоза Fesco Askold, пришвартовавшегося в порту Апиа в минувшие выходные.
18 ноября Самоа подтвердило свой первый случай заболевания: это моряк, вернувшийся из Окленда, Новая Зеландия, на прошлой неделе. Моряк был помещён на управляемую изоляцию. Прошлой ночью у него был положительный результат, но впоследствии он дал отрицательный результат во время второго теста. О нём заботятся в изоляторе в больнице Тупуа Тамасесе Мотоотуа. Впоследствии у моряка был отрицательный результат на COVID-19 во время третьего мазка из носа, но он остаётся под наблюдением. Он был частью контингента из 27 самоанских моряков, которые работали с судоходной компанией Mediterranean Shipping Company в Европе. Моряки были частью контингента из 247 пассажиров, которые были репатриированы в Самоа чартерным рейсом Air New Zealand.
24 ноября Самоа продлило период карантина с 14 до 21 дня в результате всплеска случаев COVID-19 в Калифорнии.
27 ноября Самоа сообщило о втором случае управляемой изоляции — о 70-летнем мужчине, который летел из Мельбурна и Окленда в Апиа тем же рейсом, что и первый подозреваемый случай.

### Декабрь 2020 года
29 декабря Самоа запретило путешественникам прибывать из Великобритании и ЮАР в соответствии с новой поправкой к рекомендациям по поездкам для возвращающихся рейсов. Это было сделано в ответ на открытие вариантов коронавируса VUI – 202012/01 и варианта 501.V2, который оказался более заразным, чем предыдущие варианты.